# The Daily Show
The Daily Show é um programa estadunidense de notícias que satiriza sobretudo a política norte-americana. O programa começou em 1996 e era originalmente apresentado por Craig Killborn. Jon Stewart, que substituiu Killborn em 1999, apresentou o programa até agosto de 2015. Em setembro do mesmo ano o show foi assumido por Trevor Noah, ficando na posição até 2022. Em 2024, Jon Stewart voltou a posição de anfitrião do show.
Nos Estados Unidos, o The Daily Show é transmitido pela Comedy Central (em Portugal, foi emitido pela SIC Radical e pela SIC Notícias, sendo que desde setembro pode ser visto através da RTP3 e da RTP Play). Até 2015, ganhou vinte e três Emmy, incluindo o prémio de melhor série de variedade, musical ou entretenimento, durante nove anos seguidos (2003, 2004, 2005, 2006, 2007, 2008, 2009, 2010, 2011 e 2012, para além de o último ganho por Jon Stewart em 2015). Também foi considerado um dos melhores programas de sempre pela revista Time.
O programa também lançou actores e apresentadores como Steve Carell, Stephen Colbert, Rob Corddry, Ed Helms e John Oliver.
Jon Stewart foi o apresentador principal do programa de 1999 a 2015, levando o show ao auge da sua popularidade. Sucesso com o público e a crítica, o show é considerado importante no cenário de notícias e política americana (apesar do seu conteúdo satírico). O último episódio, que foi ao ar em 6 de agosto de 2015, alcançou uma audiência de 3,5 milhões de pessoas (a segunda mais alta da história do programa; a primeira foi o episódio com uma entrevista com Barack Obama em 2008).
Em setembro de 2015, o comediante sul-africano Trevor Noah substituiu Jon Stewart e passou a ser o apresentador principal do programa. Em 2024, Jon Stewart retornou ao programa como seu anfitrião.

## Formato

### Com Jon Stewart
Desde que começou, o formato do The Daily Show tem-se mantido praticamente intacto. Todos os episódios começam com a informação da data e a introdução do nome do programa. A seguir, o apresentador apresenta o seu monólogo das notícias do dia. A apresentação das notícias é normalmente completa com a análise ou reportagens em directo com os correspondentes do programa. (Os campos de conhecimento destes correspondentes variam muito. Alguns exemplos são: Especialista em Abuso de Menores ou Especialista em Casas-de-Banho Públicas).
No caso dos contactos em directo, é dito que os correspondentes estão no local da notícia, mas na realidade eles estão no próprio estúdio do programa a gravar num ecrã verde. Este facto já levou a que alguns contactos fossem feitos em locais como um centro de imprensa em Marte.
No entanto, alguns destes contactos já foram feitos em locais reais. A 28 de Março de 2006, Jason Jones estava realmente na Dinamarca para o seu segmento e na semana de 20 de Agosto de 2007, Rob Riggle esteve no Iraque para fazer a "Operação Trovão Silencioso: O The Daily Show no Iraque".
Por vezes o formato normal varia para a apresentação de segmentos como "Back In Black", de Lewis Black, "This Week In God", que foi apresentado por Stephen Colbert, Rob Corddry, Ed Helms e Samantha Bee, "Trendspotting" de Demetri Martin, "Are You Prepared?!?", apresentado por Samantha Bee e Jason Jones, "Wilmore-Oliver Investigates", de Larry Wilmore e John Oliver e "You Don't Know Dick", apresentado por Jon Stewart e focado no ex-vice-presidente dos Estados Unidos, Dick Cheney.
Na terceira parte do programa é feita uma entrevista. Os convidados são bastante variados. No programa já foram entrevistadas personalidades da política, literatura, media e também celebridades.
Na conclusão do programa, foi feito, de 2005 a 2014, um contacto com o programa The Colbert Report apresentado pelo ex-correspondente do programa Stephen Colbert, que ai para o ar a seguir ao The Daily Show na Comedy Central.
O programa termina com o "Moment Of Zen" onde são exibidas as imagens mais surreais do dia.

### Com Trevor Noah
Em março de 2015, após o anúncio da aposentadoria de Jon Stewart, foi confirmado que o comediante sul-africano Trevor Noah seria o apresentador principal do show. Sua estreia aconteceu em setembro do mesmo ano. O formato do programa não mudou com a chegada de Noah. Em 2022, Noah se despediu do The Daily Show.

## Lista de correspondentes e contribuintes

### Correspondentes actuais
- Al Madrigal (desde 2011)
- Hasan Minhaj (desde 2014)
- Jessica Williams (desde 2012)

### Contribuintes

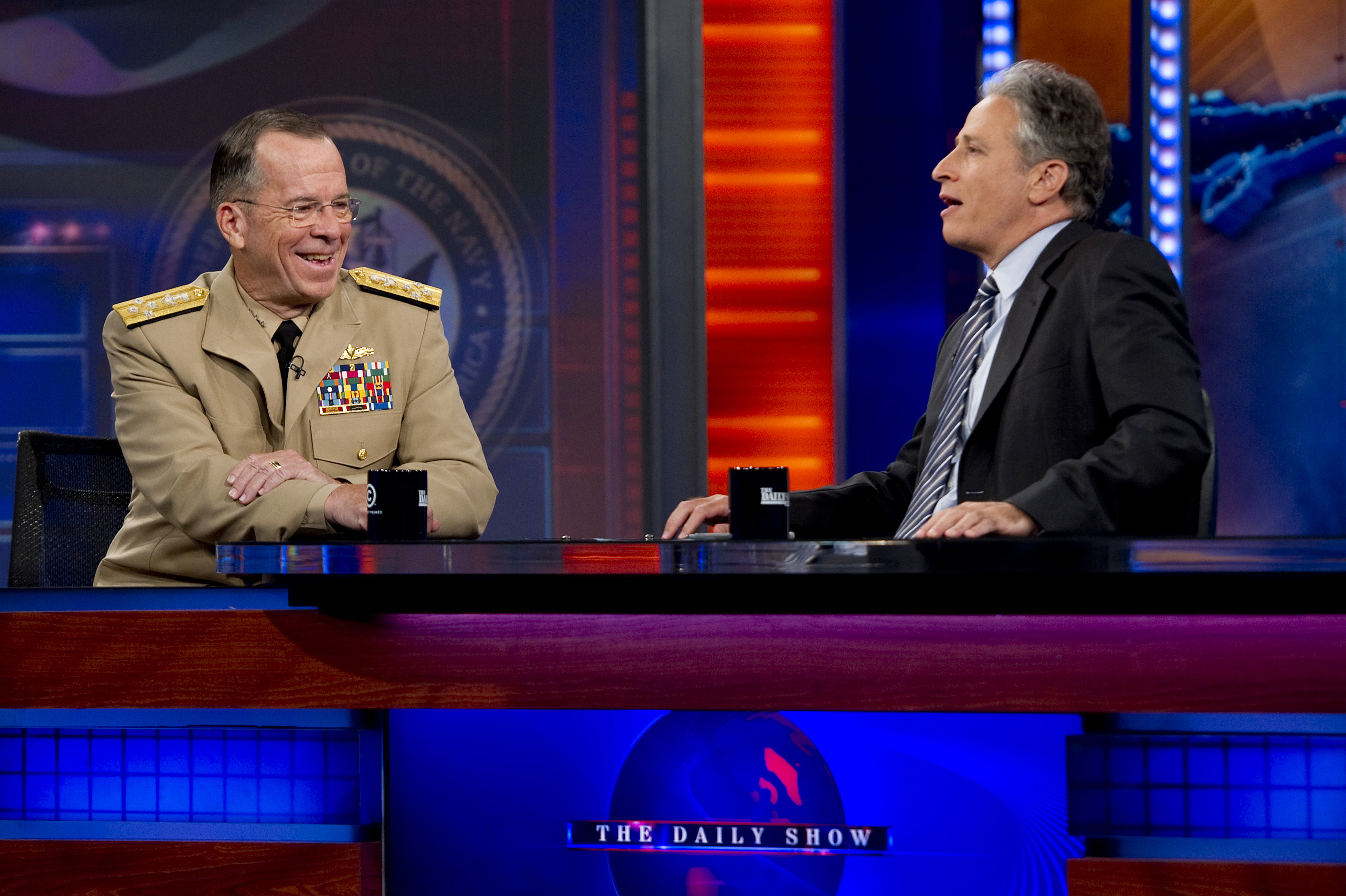
Jon entrevistando o almirante Mike Mullen em 2011.

- Aasif Mandvi (desde 2007) - Correspondente do Médio Oriente. Começou por ser um contribuinte, mas foi promovido a correspondente em 2007. Desde 2015 aparece eventualmente.
- Lewis Black (desde 1996) - "Back In Black".
- Kirsten Schaal (desde 2007) - Correspondente especial.
- Buck Henry (desde 2007) - "The Henry Stops Here", Perspectivista de História.
- John Hodgman (desde 2006) - "Exper-teasers". A sua primeira aparição no programa foi como convidado.
- Demetri Martin (desde 2005)- "Trendspotting", Especialista em Juventude.
- Larry Wilmore (2006 a 2015)- "Correspondente negro", "Wilmore-Oliver Investigates".

### Antigos correspondentes
- John Oliver (2006 a 2013) - Correspondente Britânico, "Wilmore-Oliver Investigates". Chegou a apresentar o programa em verão de 2013.
- Jordan Klepper (2014 a 2017)
- Samantha Bee (2003 a 2015)
- Jason Jones (2005 a 2015) - "Are You Prepared?!?", "Jason Jones 180". É casado com Samantha Bee.
- Rob Riggle (2006 a 2008) - Correspondente Militar; foi contratato para substituir Rob Corddry. Foi militar e chegou a servir no Kosovo.
- Dave Attel (de 1999 a 2002) - "The Ugly American"
- Dan Bakkedahl (de 2005 a 2007) - Foi contratatdo para substituir Stephen Colbert. Fez várias reportagens.
- Mary Birdsong (2002)- Só fez 3 reportagens.
- Michael Blieden (de 1996 a 1999) - Apresentador original do segmento "Ad Nauseam".
- John Bloom (de 1996 a 1998) - "God Stuff".
- A. Whitney Brown (de 1996 a 1998) - "Backfire".
- Rich Brown (de 1996 a 1999) - "Public Express".
- Sameer Butt (de 1997 a 1998)
- Steve Carell (de 1999 a 2004) - "Even Stevphen", "Produce Pete", "Dollars and 'Cents'", "We Love Showbiz", "Slimin' Down With Steve", "Ad Nauseam". Também fez várias reportagens e era um dos correspondentes mais populares enquanto esteve no The Daily Show. Trabalhou com a mulher, e também correspondente Nancy Walls. É o correspondente que teve mais sucesso depois do programa até à data. Os seus filmes incluem "40 Year Old Virgin" e "Evan Almighty". Desde que se tornou numa estrela de cinema, já visitou o The Daily Show 2 vezes em entrevistas para promover os seus filmes.
- Stephen Colbert (de 1997 a 2005) - "Even Stevphen", "This Week In God", "The Jobbing Of America". Apesar de já não fazer parte do elenco do The Daily Show, Stephen Colbert ainda aparece no final do programa durante uns segundos na transição para o The Colbert Report. Também já apareceu algumas vezes no estúdio, uma delas para brincar com a sua nomeação para Presidente. Depois do The Daily Show lançou o livro "I Am America (And So Can You)".
- Nate Corddry (de 2005 a 2006) - "American Resolutions", "Brother Vs. Brother". É o irmão mais novo do correspondente Rob Corddry. O seu irmão apareceu numa das reportagens e Nate também fez com ele o segmento "Brother vs. Brother", uma espécie de "Even Stevphen" onde os dois discutiram as novas técnicas usadas na guerra contra o terrorismo. Deixou o The Daily Show em 2006 para fazer o papel de Tom Jeter na série "Studio 60 On The Sunset Strip". Em 2007 também apareceu em "The Nanny Diaries".
- Rob Corddry (de 2002 a 2006) - "This Week In God", "Come On!", "Popular Music Onibus". Durante os 4 anos que trabalhou para o The Daily Show, Rob Corddry tornou-se num dos seus correspondentes mais populares e emblemáticos. Apresentou vários segmentos e reportagens que se tornaram bastante populares. Dexou o The Daily Show em 2006 para seguir uma carreira cinematográfica, mas também com algumas participações televisivas. No cinema interpretou personagens secundárias em filmes como "Blades Of Glory", "The Heartbreacker Kid" e "The Ten". Na televisão, protagonisou a sitcom The Winner, que foi cancelada depois de apenas 6 episódios. Já regressou 2 vezes ao The Daily Show para fazer um segmento numa casa-de-banho e com um cameo numa reportagem de Samantha Bee.
- Frank DeCaro (de 1996 a 2003) - "Out at the Movies".
- Vance DeGeneres (de 1999 a 2001) - "Dollars and Cents", "A Tale Of Survival". É irmão de Ellen DeGeneres. Actualmente escreve para o programa dela.
- Eric Drysdale (2001)
- Adrianne Frost (2002)
- Jon Glaser (2004)
- Dave Gorman (2006)- "Poll Smoking"
- Rachael Harris (de 2002 a 2003) — "Mark Your Calendar", "We Love Showbiz"
- Ed Helms (de 2002 a 2006) — "Digital Watch", "Ad Nauseam", "Mark Your Calendar", "We Love Showbiz", "This Week in God". Actualmente faz parte do elenco de "The Office".
- Laura Kightlinger (1999)
- Andy Kindler (2000) — "TV Guy"
- Beth Littleford (de 1996 a 2000) — "The Beth Littleford Interview", "bETh".
- Jerry Minor (2000)
- David Pompeii (2001)
- Mo Rocca (1998 to 2003) — "Dollars and 'Cents'", "Mark Your Calendar". Foi um dos correspondentes mais populares do The Daily Show. Apresentou especiais, alguns para a VH1.
- Michael Showalter (1996)
- Tom Shillue (de 1998 a 1999) — "This Week in Hate"
- Denny Siegel (1999)
- Jeff Stilson (1998)
- Miriam Tolan (de 2000 a 2001) — "Dollars and 'Cents'"
- Paul F. Tompkins (1998) — "Us People's Weekly Entertainment"
- Brian Unger (de 1996 a 1998) — "Backfire"; É comentador e também aparece em alguns programas da VH1.
- David Wain (1996)
- Nancy Walls (de 1999 a 2002) — "We Love Showbiz", "Popular Music Omnibus", "Mark Your Calendar", "Dollars and 'Cents' Money Bunny", é casada com Steve Carell.
- Matt Walsh (de 2001 a 2002) — "Dollars and 'Cents'".
- Lauren Weedman (de 2001 a 2002) — "We Love Showbiz"
- Bob Wiltfong (de 2004 a 2005)
- Lizz Winstead (de 1996 a 1997) — É uma das correspondentes originais e co-criadora.